# Laker Girls

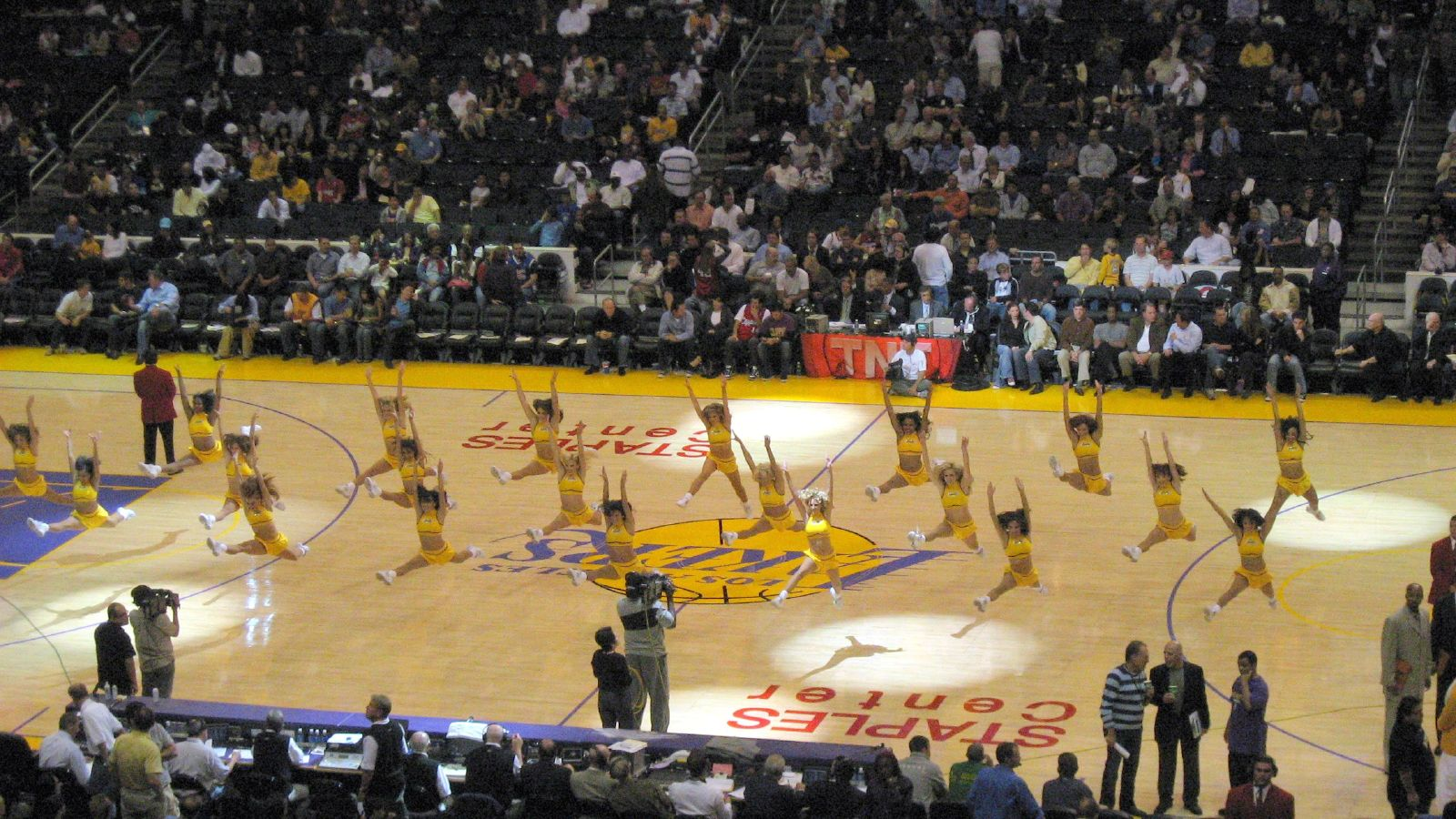
Laker Girls występujące w czasie przerwy

Laker Girls są zespołem tanecznym (cheerleading) National Basketball Association, który wspiera i prezentuje się podczas meczów Los Angeles Lakers zarówno na wyjazdach drużyny jak i w domu. W skład zespołu wchodzą wyłącznie osoby płci żeńskiej.
Zespół występuje często także w trakcie wydarzeń pozameczowych.
20 grudnia 2010 r. wystąpiły gościnnie w operze mydlanej CBS Moda na sukces.

## Znane byłe cheerleaderki Laker Girls
- Paula Abdul
- Emily Harper
- Carmella
- Moon Bloodgood